# Cola dell'Amatrice
Nicola Filotesio, más conocido como Cola dell'Amatrice (Amatrice, 9 de septiembre de 1480 o 1489 - Ascoli Piceno, 31 de agosto de 1547 o 1559), fue un pintor, arquitecto y escultor italiano.

## Biografía

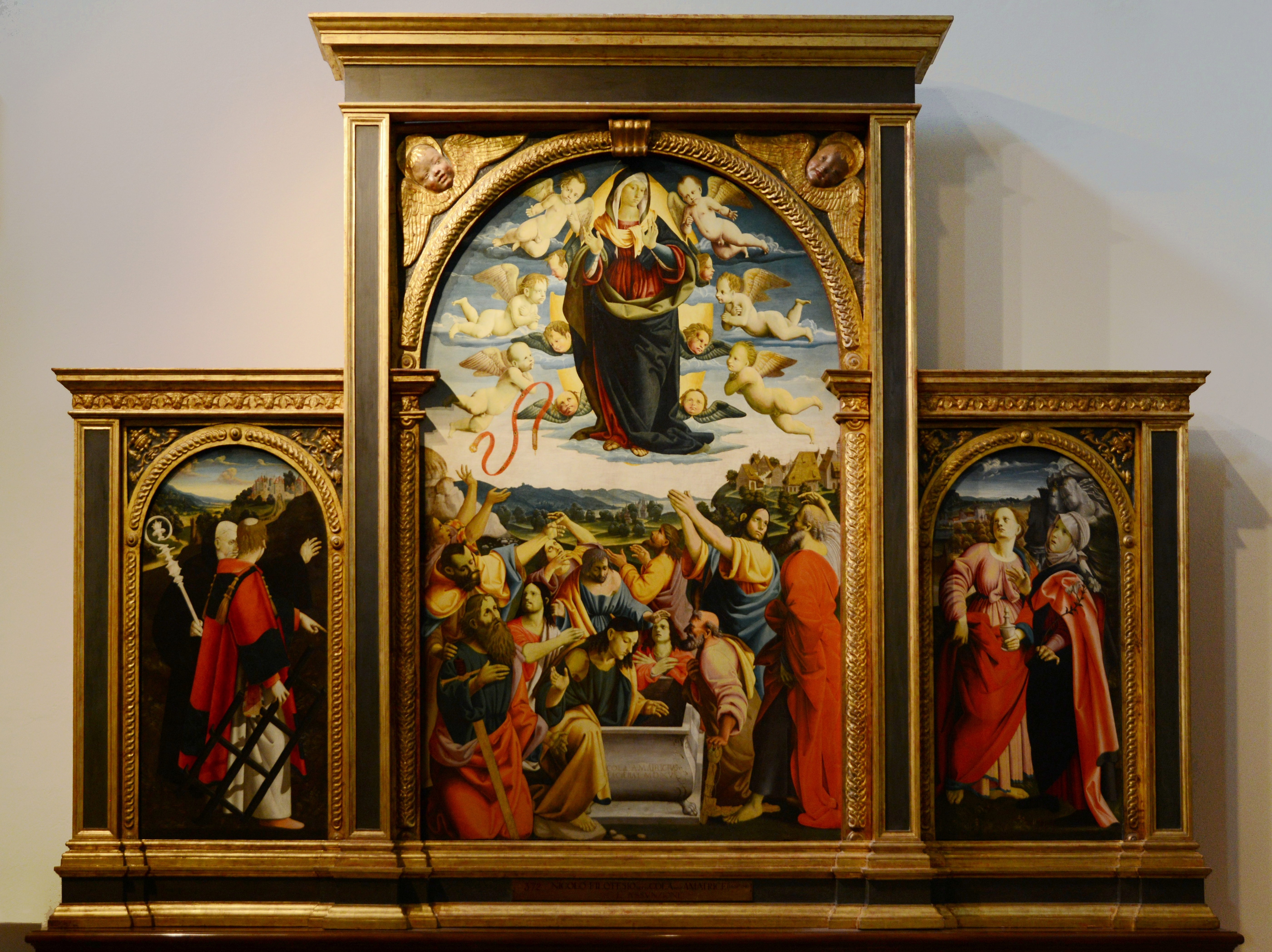
Asunción de la Virgen (Pinacoteca Vaticana, Roma)

Era hijo de Mariano Filotesio, y es conocido principalmente con el nombre de Cola dell'Amatrice. Nació en 1489 (o alrededor de 1480), en Filetta, cerca de Amatrice, un pueblo controlado en aquella época por L'Aquila, en el extremo norte del Reino de Nápoles, y hoy incluido en la provincia de Rieti.
En las informaciones que han llegado hasta nosotros se le describe como una persona frenéticamente dedicada al trabajo creativo, pero al mismo tiempo como una figura atormentada y compleja. Cola dell'Amatrice trabajó en varios lugares del centro de Italia, pero realizó su aprendizaje y trabajó principalmente en la ciudad de Ascoli Piceno, en las Marcas. Fue alumno de Dionisio Cappelli y su genio artístico tocó la excelencia en pintura y arquitectura, aunque también se dedicó a la escultura. Sus grandes frescos recuerdan las obras de Rafael. Su impronta se percibe en el vigor de las nuevas edificaciones renacentistas en Ascoli, en particular en los diseños de algunas ventanas. 
Aislado de los centros urbanos más grandes de la época y poco valorado por la estrechez de su entorno,  mantenía un fuerte vínculo con su ciudad natal, tanto que firmó sus obras como Cola Amatricius o Cola dell'Amatrice, el nombre con el que era más conocido. De las pinturas juveniles se puede ver una formación que extrae sus raíces de la cultura romana-umbra, a la que se unieron elementos específicos de la cultura de los Abruzos.
Sus primeras obras fueron el políptico de la iglesia de San Bartolomeo alle Piagge, cerca de Ascoli Piceno (1509), la Pala di Campli (1510), la Pala di Folignano (1512) y la Pala di San Vittore (1514).
Llegó a Ascoli Piceno a principios del siglo XVI, con la esperanza de afirmarse después de la muerte del pintor Carlo Crivelli, y contrató a Guidotto, nieto del orfebre Pietro Vannini, para que lo ayudara. En 1516 se comprometió a pintar, en el plazo de dos años, una tabla para el altar principal de la iglesia de San Francesco por 250 ducados de oro (a modo de comparación ese año el mismísimo Rafael fue retribuido con 200 ducados por una retablo en Perugia). Tras establecerse permanentemente en Ascoli Piceno, compró una casa a Giovanni Albanese por 140 ducados, obteniendo así la residencia y la ciudadanía de Ascoli en 1518. En el mismo período se casó con María, una joven conocida en la ciudad por su belleza. 

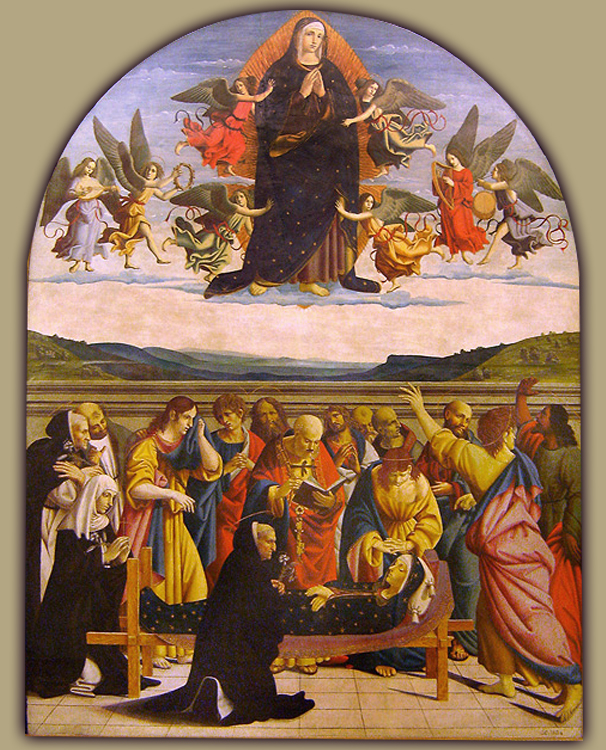
Dormición de la Virgen, (Museos Capitolinos, Roma)

Ya con el retablo de San Vittore se habían comenzado a ver importantes mejoras; pero es a partir de 1519 que alcanzó la madurez plena con La Sagrada Familia y con La Asunción y los Cuatro Santos. Entre 1518 y 1533, Cola se dedicó más activamente a la arquitectura, entrando en contacto con Bramante.
Después de varios trabajos de restauración en la ciudad de Ascoli, en 1525 realizó la fachada de la basílica de San Bernardino en L'Aquila, modificando un proyecto de Miguel Ángel para la iglesia de San Lorenzo que nunca se construyó (aunque queda un modelo de madera); se supone que el modelo fue ofrecido a Nicola por el propio Miguel Ángel, pero ninguna fuente escrita lo atestigua. Luego, Cola decidió mudarse a L'Aquila de 1527 a 1529, abriendo allí un taller. 
En 1529 fue llamado a Amatrice, su ciudad natal, que había sido víctima del saqueo de los españoles como consecuencia de los conflictos entre los aragoneses y angevinos: el consejero militar Alessandro Vitelli le encargó la reconstrucción de la ciudad. Cola dell'Amatrice pudo así adquirir una base en el campo de la ingeniería urbanística, aprendida, junto con la arquitectura, sobre el campo más que en los libros (ya en 1525 había restaurado el acueducto de Ascoli Piceno), vista la imposibilidad de acceder a los manuscritos de su tiempo. Volviendo nuevamente a Ascoli, en 1532 se convirtió en director de los trabajos de construcción de la fachada de la catedral de la ciudad. 
La Navidad de 1535 fue un período difícil para la ciudad de Ascoli. El Papa envió un contingente militar dirigido por el comisionado papal Quieti para capturar a Astolfo Guiderocchi, amigo de Cola, culpable de haber matado a Michele Recchi di Castignano ante sus ojos. Al fracasar la tentativa y vista la resistencia de la nobleza de la localidad, Quieti hizo prender fuego al Palazzo dei Capitani del Popolo, donde la población se había refugiado. En el incendio ardió todo, incluso el archivo municipal, excepto un crucifijo de madera que permaneció ileso. Unos días después, el obispo designó a Cola como uno de los expertos a cargo de verificar la autenticidad de la sangre que, según algunos rumores, salía milagrosamente del costado del crucifijo. Los eventos de la ciudad golpearon a Cola de cerca solo unos meses después, el 10 de marzo de 1536, cuando el Papa Pablo III decidió desterrar a todos los partidarios de Guiderocchi de la ciudad. Nicola, siendo amigo del hombre buscado, decidió huir con su esposa. Justo a las afueras de la ciudad de Ascoli, cerca del torrente de Chiaro, los dos se dieron cuenta de que estaban siendo perseguidos por los guardias, atraídos más por la belleza de la mujer que por Nicola: según asegura Vasari, para salvar su honor y el de su esposo María decidió arrojarse desde una altura. 
En 1537 trabajó en el diseño y construcción de la presa Biselli (Nursia). El derrumbe de la presa en 1540 obligó a Nicola a defenderse de las peticiones de indemnización y de las críticas. Participó también en la construcción de la Rocca Paolina, en Perugia, a partir de 1542. Quizás en el mismo año trabajó en frescos de Città di Castello, en las lunetas y bóvedas del palacio Vitelli alla Cannoniera, ahora sede de la Pinacoteca di Città di Castello. En 1549, en una de sus últimas labores, se le encargó la construcción del nuevo portal monumental del Palazzo dei Capitani del Popolo de Ascoli.

## Obras
El listado que se ofrece a continuación muestra una selección, no la lista completa, de obras del autor que han llegado a nuestros días:
- Políptico, iglesia de San Bartolomeo alle Piagge, Ascoli Piceno (1509)
- Pala dei Campli (1510)
- Retablo de Falignano (1512)
- Pintura de los techos de la residencia del cardenal Raffaele Riario, Roma (1513)
- Retablo de San Vittore, Amatrice (1514)
- Tabla para el altar mayor de la Iglesia de San Francesco, Ascoli Piceno (1516)
- Fachada trasera del Palazzo dei Capitani del Popolo, Ascoli Piceno
- La Sagrada Familia, Pinacoteca Vaticana (1519)
- La Asunción y cuatro santos
- Virgen con el niño Jesús y con San Juan Bautista, San Rocco y San Sebastián
- Cristo en la casa de Marta y Magdalena
- Portal lateral de la Iglesia de San Pietro Martire, Ascoli Piceno (1523)
- Restauración de la "fábrica de papel papal ", Ascoli Piceno (1525)
- Restauración del acueducto público, Ascoli Piceno (1525)
- Fachada de la basílica de San Bernardino, L'Aquila (1525)
- Reconstrucción de la ciudad de Amatrice (1529)
- Proyecto de la iglesia de Santa Maria Della Carità, Arquata del Tronto (1532)
- Fachada de la Catedral de Ascoli Piceno (1532)
- Subida al Calvario (1533)
- Proyecto y supervisión de la construcción de la presa Biselli, Norcia (1537)
- Construcción (como tercer arquitecto) de la Rocca Paolina, Perugia (1542)
- Frescos en el Palazzo Vitelli alla Cannoniera, Città di Castello
- Portal monumental del Palazzo dei Capitani del Popolo, Ascoli Piceno (1549)
- Cuaderno, colección de 29 hojas con dibujos, bocetos y notas, Biblioteca Municipal de Fermo
- Fachada de la iglesia de Santa Maria della Carità, Ascoli Piceno
- Realización de la Loggia dei Mercanti
- Marco de la Madonna Dell'Arco, fracción Mozzano de Ascoli Piceno

Todavía hoy, la construcción de la Loggia dei Mercanti, parte del Palazzo dell'Episcopio y el Palazzo Malaspina (Ascoli Piceno), así como su participación en la restauración de la fábrica de papel papal, se consideran de dudosa atribución.